# Porphyrophora monticola
Porphyrophora monticola är en insektsart som beskrevs av Borchsenius 1949. Porphyrophora monticola ingår i släktet Porphyrophora och familjen pärlsköldlöss. Inga underarter finns listade i Catalogue of Life.